# معركة مورفريسبورو الثالثة
كانت معركة «مورفريسبورو» الثالثة ، المعروفة أيضًا باسم «ويلكنسون بايك» أو «الأرز»، قد حاربت في الفترة من 5 إلى 7 ديسمبر عام 1864 في مقاطعة روثرفورد ، تينيسي، كجزء من حملة فرانكلين - ناشفيل الحرب الأهلية الأمريكية.

## الخلفية
في محاولة أخيرة يائسة لإجبار الميجور الجنرال ويليام شيرمان جيش الاتحاد الخروج من ولاية جورجيا، الجنرال جون بيل هود قاد جيش تينيسي شمالًا نحو ناشفيل في نوفمبر عام 1864. بعد تعرضه لخسائر فادحة في فرانكلين، واصل نحو ناشفيل. أقر هود بأن القوات الفيدرالية في مورفريسبورو تشكل تهديدًا خطيرًا على جناحه الأيمن، خط إمداده وطريقه المحتمل للتراجع. في 4 ديسمبر عام 1864 أرسل الجنرال ([ناثان بيدفورد فورست]] مع اثنين من الفرسان الفرقة والفرقة العامة وليام باتي المشاة إلى مورفريسبورو، تينيسي.